# Château d'Alco
Le château d’Alco est une folie montpelliéraine de la première moitié du XVIIIe siècle située au no 1000 de la rue d'Alco, au nord-ouest de Montpellier, dans l’Hérault, face au Conseil Général.

## Historique
L'édifice est construit vers 1740 (son existence est attestée en 1744) pour le fermier général Antoine-Samuel Bonnier, d'une famille de drapiers reconvertis dans la finance. Un Atlas de la conduite de Saint-Clément daté de 1756 montre l'emplacement du château et de son terrain clos de murs. Les jardins, non indiqués sur ce plan, sont vraisemblablement postérieurs, le relevé étant très détaillé dans son ensemble.
Le nouveau propriétaire prend le nom de Bonnier d'Alco. Un autre membre de la même famille ayant construit le château de la Mosson a pris le nom de Bonnier de La Mosson.
Le château d'Alco est acheté en janvier 1980 par le Conseil général de l'Hérault. Il fait l'objet, entre 1985 et 1989, d'un vaste programme incluant la construction de l'Hôtel du département, situé désormais face à lui. Il abrite aujourd'hui un restaurant pour les conseillers départementaux au rez-de-chaussée ainsi que des bureaux à l'étage. Ses jardins sont accessibles au public.

## Description
Loin d'être aussi monumental que d'autres folies montpelliéraines, le château apparaît comme une petite résidence de campagne de l'époque Louis XV. Originellement, la cour d'honneur était annoncée par deux pavillons d'entrée et entourée de vastes communs destinés à l'exploitation viticole, aujourd'hui disparus.
Un large perron de quelques marches entoure le bâtiment, de dimensions modestes. L'encadrement à refends vigoureux de la porte d'entrée n'en paraît que plus imposant. Un faux avant-corps étroit, couronné d'un fronton en cintre surbaissé, anime la façade.
Les jardins s'échelonnent selon un axe symétrique, sur deux plans horizontaux reliés par un escalier à double volée, avec bassins et fontaines. Ils dominent aujourd'hui un environnement urbanisé, où pavillons et immeubles ont remplacé les vignes. Ce n'était pas le cas en 1937, quand l'écrivain Léandre Vaillat notait :

« Alco semble avoir été étudié particulièrement en raison de sa situation sur une colline. […] Ce qui vaut particulièrement à mes yeux et me semble dépasser l'époque pour rejoindre la pérennité naturelle, c'est la manière dont le volume du château compte sur la colline, quand on le considère depuis le vallon, et aussi celle dont le toit de tuiles et l'enduit rose furent étudiés en vue de la lumière languedocienne. »

En 1993, la Caisse nationale des monuments historiques et des sites relève dans sa revue Monuments historiques le « saccage » urbanistique des abords du château d'Alco,.